# Drosophila melina
Drosophila melina este o specie de muște din genul Drosophila, familia Drosophilidae, descrisă de Wheeler în anul 1962. Conform Catalogue of Life specia Drosophila melina nu are subspecii cunoscute.